# Antiochos VI
Pour les articles homonymes, voir Antiochos.
Antiochos VI Dionysos est un roi séleucide ayant régné de 144 à 142 av. J.-C. Son très jeune âge fait de lui la victime du stratège Diodote.

## Biographie
Né vers 148 av. J.-C., il est le fils de l'usurpateur Alexandre Balas et de Cléopâtre Théa. Il reçoit le nom d'Antiochos comme son grand-père putatif Antiochos IV et porte parfois comme lui l'épithète divine d’Épiphane (le « Révélé »).
Vers 147-146, menacé par Démétrios II, son père le met en sécurité chez un chef arabe. En 144, le stratège Diodote, commandant de la place d'Apamée, le place sur le trône. En réalité, Antiochos VI n'est qu'une marionnette entre les mains de Diodote qui l'élimine en 142 afin de régner à sa place, sous le nom de Tryphon (Le « Magnifique »). Il camoufle son assassinat en le faisant passer pour une mort accidentelle au cours d'une opération au ventre.